# Galina Galadzheva
Galina Grigor'yevna Galadzheva (em russo: Галина Григорьевна Галаджева; 11 de agosto de 1932 - 17 de junho de 2020) foi uma historiadora de arte, editora, pintora e figurinista soviética e russa. Ela estudou no Instituto Russo de Artes Teatrais e foi candidata a Ciências .
Grigor'yevna Galadzheva morreu em 17 de junho de 2020, aos 87 anos.